# Vjenčanje Djevice
Vjenčanje Djevice (talijanski: Sposalizio della Vergine) je jedna od ranih Rafaelovih slika koju je naslikao 1504. godine. Slika predstavlja svečanost vjenčanja Marije i Josipa. Slika je više puta promijenila vlasnika dok nije završila u pinakoteci Brera u Milanu 1806. godine.

## Povijest
Sliku je od Rafaelova učitelja, umbrijskog slikara Perugina, naručio Filippo degli Albezzini kao jednu od tri slike za za franjevačku crkvu sv. Franje u mjestu Città di Castello. U odsustvu učitelja, Rafael je dovršio ovu, posljednju, sliku, koja je izvedena po uzoru na ranije Peruginovo istoimeno djelo, o čemu svjedoči njegov potpis i godina 1504. Ipak, Rafaelova slika svjedoči o nekim novinama i posebnostima u odnosu na Peruginovo, te je naposljetku Rafael od Peruginova radnika postao mu najveći konkurent.
Kad je general Giuseppe Lechi oslobodio grad Città di Castello od austrijske okupacije 1798., preuzeo je sliku. Smatra se da ju je prodao 1801. godine Giacomu Sannazaru, koji je 1804. godine prodao Poliklinici u Milanu. Država ju je otkupila 1806. za 53,000 franaka i smještena je u muzejsku palaču Pinacoteca di Brera. 
Tijekom ovih preseljenja slika je bivala sve oštećenija. Ploča je imala nekoliko pukotina u gornjoj polovici, dok je u cjelini postala zgužvano valovita. Talijanski umjetnik Giuseppe Molteni je 1857. popravio većinu oštećenja i uspio sačuvati ploču
.

## Odlike
Premda je Rafael očito bio inspiriran Peruginovim djelom, razlike između njih postoje. Talijanski umjetnik i umjetnički biograf Giorgio Vasari, zapisao je kako se na slici „može jasno vidjeti napredak izvrsnosti Rafaelovog stila, koja postaje mnogo suptilnija i profinjenija i nadilazi Pietrov stil”.
U prvom je planu sama svečanost vjenčanja gdje Josip daruje vjenčani prsten Mariji s brojnim prirodnim likovima koji ih uokviruju. Jedan od njih lomi štap, što je simbolično podsjećanje na uništenje Jeruzalemskog hrama. Rafael je bio izvrstan portretist, te je razvio svoj način slikanja Bogorodice, kao čistu i idealiziranu. Ona je postala modelom generacija slikara koji slijede.
Izvedba perspektive je komplicirana; u pozadini se nalazi veliki trg s likovima koji nisu dobro identificirani; naslikani su samo radi realističkog osjećaja scene. Na kraju trga je Jeruzalemski hram (zamišljen više kao rimski hram) sa središnjim ulazom kroz koji se može vidjeti krajolik i kroz prolaz sa stražnje strane (točka nedogleda u koju se stječu sve linije perspektive). Ova zgrada je zapravo središte cijele scene i stvara savršen sklad između urbanog i prirodnog svijeta. Ona nagovještava Rafaelove kasnije radove kao arhitekta. 
Okolina se oko hrama širi kružno i taj nam element pokazuje snažan interes umjetnika za arhitekturu 16. stoljeća. 
Boje koje dominiraju su vedre, žarke, ali je Rafael uspio postići njihov sklad jer se ne sudaraju.